# SS Adriatic (1856)
El SS Adriatic fue un barco de vapor con casco de madera y ruedas laterales botado en Nueva York en 1856. Fue concebido como el transatlántico de pasajeros más grande, más rápido y más lujoso de su época, el orgullo de la Collins Line. En el momento de su botadura era el barco más grande del mundo.
Sólo hizo un viaje de ida y vuelta para Collins Line antes de que esa empresa quebrara, en parte debido al alto coste del Adriatic. Su construcción costó más de un millón de dólares de la época, pero transportaba sólo 38 pasajeros. Hizo cinco viajes de ida y vuelta más como crucero de lujo, antes de ser vendida a una empresa inglesa que la reconfiguró para transportar a cientos de inmigrantes irlandeses a Estados Unidos. En total, el barco realizó sólo doce viajes de ida y vuelta transatlánticos, por lo que, si bien pudo haber sido un triunfo de la construcción naval estadounidense, ninguno de sus propietarios tuvo éxito. 
Terminó sus días en la desembocadura del río Níger, funcionando como un depósito de carbón flotante para alimentar a los barcos mejor adaptados a las realidades comerciales de la época. En 1885, el casco tenía tantas fugas que lo vararon para su inspección y se descubrió que estaba infestado de gusanos de barco. El Adriatic fue abandonado por irreparable.